# Setaria welwitschii
Setaria welwitschii är en gräsart som beskrevs av Alfred Barton Rendle. Setaria welwitschii ingår i släktet kolvhirser, och familjen gräs. Inga underarter finns listade i Catalogue of Life.